# Joseph Pembaur den yngre
Joseph Pembaur, född 20 april 1875 i Innsbruck, död 12 oktober 1950 i München, var en österrikisk pianist. Han var son till Joseph Pembaur den äldre och bror till Karl Pembaur.
Pembaur, som var en ansedd pianist, var lärare vid musikakademien i München från 1921 och bar titeln professor.